# パウロス (ギリシャ王太子)
パウロス（ギリシャ語: Παύλος, ラテン文字転写: Pávlos, 1967年5月20日 - ）は、ギリシャの元王太子。スパルタ公。

## 略歴
ギリシャ王コンスタンティノス2世の長男としてアテネ郊外のタトイ宮殿で生まれる。母はデンマーク王女アンナ＝マリア。1967年4月にゲオルギオス・パパドプロスが起こした軍事クーデターのため、12月に生後7ヶ月で一家揃ってイタリアへ亡命した。
ロンドンのギリシャ人学校で学び、アメリカ合衆国ニューメキシコ州のUWC-USA、イギリスのサンドハースト王立陸軍士官学校へ進んだ。
学位を取ったジョージタウン大学では、従弟のアストゥリアス公フェリペ（後のフェリペ6世）とルームメイトだった。
2023年1月10日、父コンスタンティノス2世の崩御により、ギリシャ王室第9代当主の座に就いた。

## 結婚と子女
アメリカの富豪ミラー家出身のマリー・シャンタルと結婚し、以下の4男1女をもうけている。
- 長女：マリア＝オリンピア（1996年 - ）
- 長男：コンスタンティノス・アレクシオス（1998年 - ）
- 次男：アキレアス＝アンドレアス（2000年 - ）
- 三男：オディッセアス＝キモン（2004年 - ）
- 四男：アリステイデ・スタウロス（2008年 - ）

| 先代 コンスタンティノス2世 | ギリシャ王家家長 2022 -                                                                                  | 次代 - 推定相続人:コンスタンティノス・アレクシオス |
| 上位 アンナ＝マリア        | イギリス王位継承順位 （ヴィクトリア女王の三男コノート公アーサーの子孫） 他の英連邦王国の王位継承権も同様 | 下位 コンスタンティノス・アレクシオス              |